# Campionati del mondo di atletica leggera 2022 - Salto triplo femminile
La specialità del salto triplo femminile dei campionati del mondo di atletica leggera 2022 si è svolta tra il 16 e il 18 luglio all'Hayward Field di Eugene, negli Stati Uniti d'America.

## Podio
| Pos.    | Atleta            | Nazionalità | Misura  |
| ------- | ----------------- | ----------- | ------- |
| Oro     | Yulimar Rojas     | Venezuela   | 15,47 m |
| Argento | Shanieka Ricketts | Giamaica    | 14,89 m |
| Bronzo  | Tori Franklin     | Stati Uniti | 14,72 m |

## Situazione pre-gara

### Record
Prima di questa competizione, il record del mondo (RM) e il record dei campionati (RC) erano i seguenti.
| Record                | Prestazione | Atleta                  | Data                            | Competizione         |
| --------------------- | ----------- | ----------------------- | ------------------------------- | -------------------- |
| Record mondiale       | 15,74 m (i) | Yulimar Rojas Venezuela | 20 marzo 2022 Belgrado, Serbia  | Mondiali indoor 2022 |
| Record dei campionati | 15,50 m     | Inesa Kravec' Ucraina   | 10 agosto 1995 Göteborg, Svezia | Mondiali 1995        |

### Campionesse in carica
Le campionesse in carica, a livello mondiale e olimpico, erano:
| Campionessa | Atleta                  | Prestazione | Data                           | Competizione         |
| ----------- | ----------------------- | ----------- | ------------------------------ | -------------------- |
| Olimpico    | Yulimar Rojas Venezuela | 15,67 m     | 1º agosto 2021 Tokyo, Giappone | Giochi olimpici 2021 |
| Mondiale    | Yulimar Rojas Venezuela | 15,37 m     | 5 ottobre 2019 Doha, Qatar     | Mondiali 2019        |

### La stagione
Prima di questa gara, gli atleti con le migliori tre prestazioni dell'anno erano:
| Pos. | Atleta                    | Prestazione | Data                                         |
| ---- | ------------------------- | ----------- | -------------------------------------------- |
| 1    | Yulimar Rojas Venezuela   | 14,83 m     | 11 giugno 2022 La Nucia, Spagna              |
| 2    | Keturah Orji Stati Uniti  | 14,79 m     | 25 giugno 2022 Eugene, Stati Uniti d'America |
| 3    | Tori Franklin Stati Uniti | 14,59 m     | 25 giugno 2022 Eugene, Stati Uniti d'America |

## Risultati

### Qualificazione
La gara si è svolta il 16 luglio alle ore 10:30.
Si qualificano alla finale le atlete che raggiungono i 14,40 m (Q) o le migliori dodici (q).
| Pos | Gruppo | Atleta                    | Nazionalità     | 1ª prova | 2ª prova | 3ª prova | Risultato | Note |
| --- | ------ | ------------------------- | --------------- | -------- | -------- | -------- | --------- | ---- |
| 1   | B      | Yulimar Rojas             | Venezuela       | 14,73 m  |          |          | 14,73 m   | Q    |
| 2   | A      | Maryna Bech-Romančuk      | Ucraina         | 14,54 m  |          |          | 14,54 m   | Q    |
| 3   | B      | Ana José Tima             | Rep. Dominicana | 14,19 m  | 14,32 m  | 14,52 m  | 14,52 m   | Q    |
| 4   | A      | Kristiina Mäkelä          | Finlandia       | 14,49 m  |          |          | 14,49 m   | Q    |
| 5   | A      | Shanieka Ricketts         | Giamaica        | 14,46 m  |          |          | 14,46 m   | Q    |
| 6   | A      | Thea Lafond               | Dominica        | 14,39 m  | -        | -        | 14,39 m   | q    |
| 7   | A      | Keturah Orji              | Stati Uniti     | 14,23 m  | 13,62 m  | 14,37 m  | 14,37 m   | q    |
| 8   | A      | Ackelia Smith             | Giamaica        | 13,64 m  | 13,76 m  | 14,36 m  | 14,36 m   | q    |
| 9   | B      | Tori Franklin             | Stati Uniti     | x        | 14,36 m  | x        | 14,36 m   | q    |
| 10  | A      | Patrícia Mamona           | Portogallo      | 14,05 m  | x        | 14,32 m  | 14,32 m   | q    |
| 11  | A      | Leyanis Pérez Hernández   | Cuba            | 14,24 m  | 14,30 m  | 14,17 m  | 14,30 m   | q    |
| 12  | B      | Kimberly Williams         | Giamaica        | 14,28 m  | 13,70 m  | 14,27 m  | 14,28 m   | q    |
| 13  | A      | Jasmine Moore             | Stati Uniti     | 13,87 m  | 14,09 m  | 14,24 m  | 14,24 m   |      |
| 14  | B      | Senni Salminen            | Finlandia       | 14,06 m  | 14,22 m  | 14,13 m  | 14,22 m   |      |
| 15  | A      | Hanna Minenko             | Israele         | x        | 14,12 m  | x        | 14,12 m   |      |
| 16  | A      | Neja Filipič              | Slovenia        | 13,83 m  | x        | 14,05 m  | 14,05 m   |      |
| 17  | B      | Liadagmis Povea           | Cuba            | 14,01 m  | 13,96 m  | 13,99 m  | 14,01 m   |      |
| 18  | B      | Naomi Metzger             | Gran Bretagna   | 13,98 m  | 13,78 m  | 13,84 m  | 13,98 m   |      |
| 19  | B      | Davisleydi Velazco        | Cuba            | x        | 13,66 m  | 13,94 m  | 13,94 m   |      |
| 20  | B      | Neele Eckhardt-Noack      | Germania        | 13,93 m  | 13,85 m  | 13,87 m  | 13,93 m   |      |
| 21  | A      | Ruth Usoro                | Nigeria         | 13,63 m  | 13,59 m  | 13,93 m  | 13,93 m   |      |
| 22  | A      | Ottavia Cestonaro         | Italia          | 13,64 m  | x        | 13,60 m  | 13,64 m   |      |
| 23  | B      | Tuğba Danışmaz            | Turchia         | 13,35 m  | 13,63 m  | x        | 13,63 m   |      |
| 24  | B      | Spyridoula Karydi         | Grecia          | 13,56 m  | 13,63 m  | 13,28 m  | 13,63 m   |      |
| 25  | B      | Gabriele Sousa dos Santos | Brasile         | 13,62 m  | x        | -        | 13,62 m   |      |
| 26  | B      | Yekaterina Sariyeva       | Azerbaigian     | x        | 13,24 m  | 13,46 m  | 13,46 m   |      |
| 27  | A      | Jessie Maduka             | Germania        | 13,17 m  | 13,30 m  | 13,14 m  | 13,30 m   |      |
| 28  | B      | Mariya Yefremova          | Kazakistan      | x        | 13,28 m  | x        | 13,28 m   |      |

### Finale
La gara si svolgerà il 18 luglio a partire dalle ore 18:20.
| Pos     | Atleta                  | Nazionalità     | 1ª prova | 2ª prova | 3ª prova | 4ª prova | 5ª prova | 6ª prova | Risultato | Note                                     |
| ------- | ----------------------- | --------------- | -------- | -------- | -------- | -------- | -------- | -------- | --------- | ---------------------------------------- |
| Oro     | Yulimar Rojas           | Venezuela       | 14,60 m  | 15,47 m  | 15,24 m  | x        | x        | 15,39 m  | 15,47 m   | Miglior prestazione mondiale stagionale  |
| Argento | Shanieka Ricketts       | Giamaica        | 14,89 m  | 14,86 m  | 14,37 m  | 14,40 m  | 14,62 m  | 14,80 m  | 14,89 m   | Miglior prestazione personale stagionale |
| Bronzo  | Tori Franklin           | Stati Uniti     | 14,53 m  | 14,45 m  | x        | x        | 14,72 m  | x        | 14,72 m   | Miglior prestazione personale stagionale |
| 4       | Leyanis Pérez Hernández | Cuba            | 14,40 m  | 14,70 m  | 14,39 m  | 14,54 m  | 14,58 m  | 14,19 m  | 14,70 m   | Miglior prestazione personale            |
| 5       | Thea Lafond             | Dominica        | x        | 13,18 m  | 14,43 m  | 14,26 m  | x        | 14,56 m  | 14,56 m   |                                          |
| 6       | Keturah Orji            | Stati Uniti     | 13,47 m  | 14,49 m  | x        | x        | x        | 14,06 m  | 14,49 m   |                                          |
| 7       | Kimberly Williams       | Giamaica        | x        | 14,29 m  | 13,74 m  | 14,29 m  | 13,99 m  | 14,19 m  | 14,29 m   |                                          |
| 8       | Patrícia Mamona         | Portogallo      | 14,25 m  | x        | 14,19 m  | x        | 14,29 m  | 14,00 m  | 14,29 m   |                                          |
| 9       | Kristiina Mäkelä        | Finlandia       | 14,18 m  | 14,15 m  | 14,10 m  |          |          |          | 14,18 m   |                                          |
| 10      | Ana José Tima           | Rep. Dominicana | 14,13 m  | 14,12 m  | 13,87 m  |          |          |          | 14,13 m   |                                          |
| 11      | Maryna Bech-Romančuk    | Ucraina         | x        | 12,70 m  | 13,91 m  |          |          |          | 13,91 m   |                                          |
| 12      | Ackelia Smith           | Giamaica        | 13,01 m  | x        | 13,90 m  |          |          |          | 13,90 m   |                                          |